# Cultura de Rusia

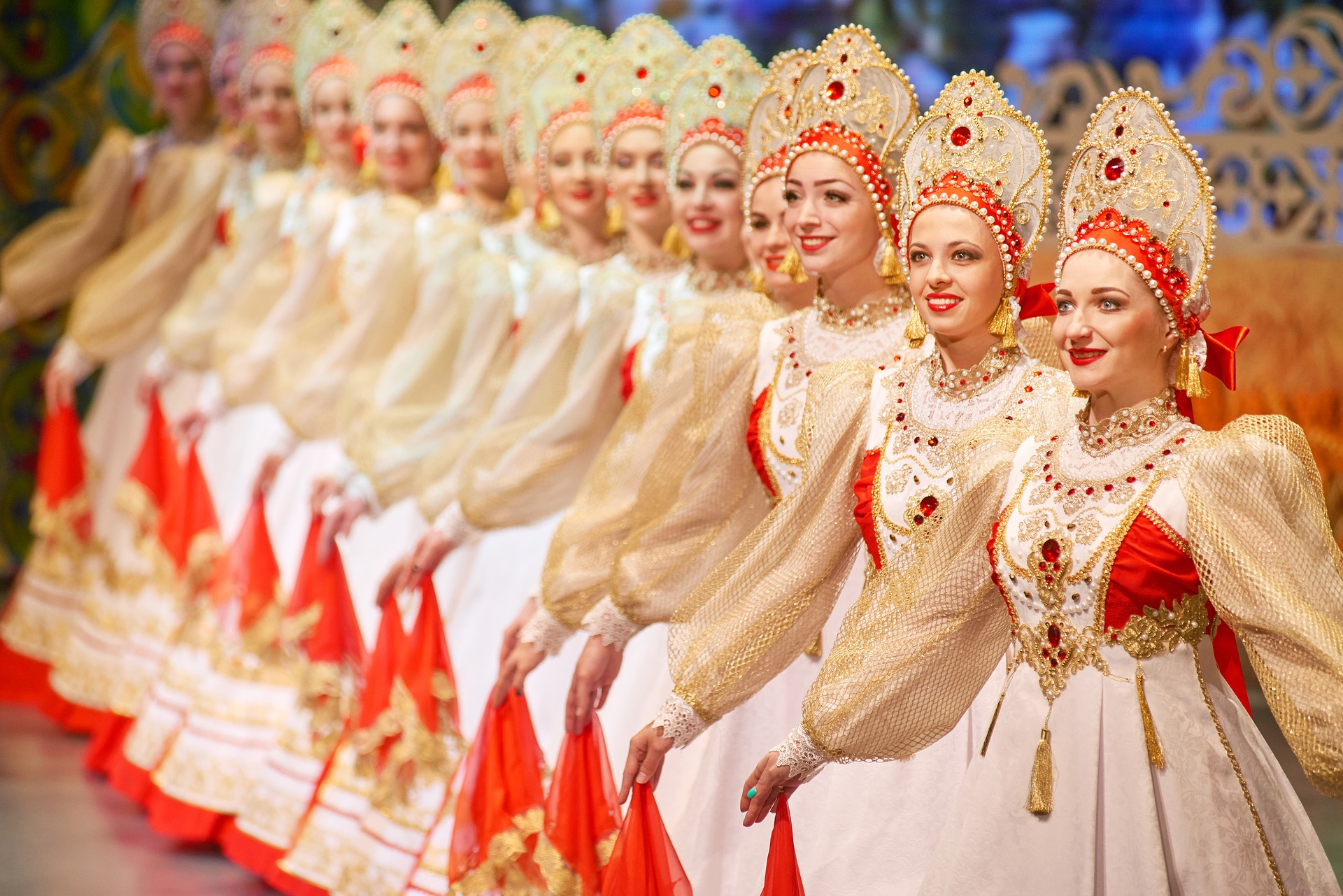
bailarinas rusas con trajes tradicionales

La cultura rusa es un híbrido generado a partir de las costumbres propias de tantas civilizaciones, que conformaron a este país multicultural y el resultado de su desarrollo durante varios siglos en la Segunda Guerra Mundial, y otras guerras por territorio. Estando fuertemente arraigada a la cultura de los primeros eslavos orientales. 

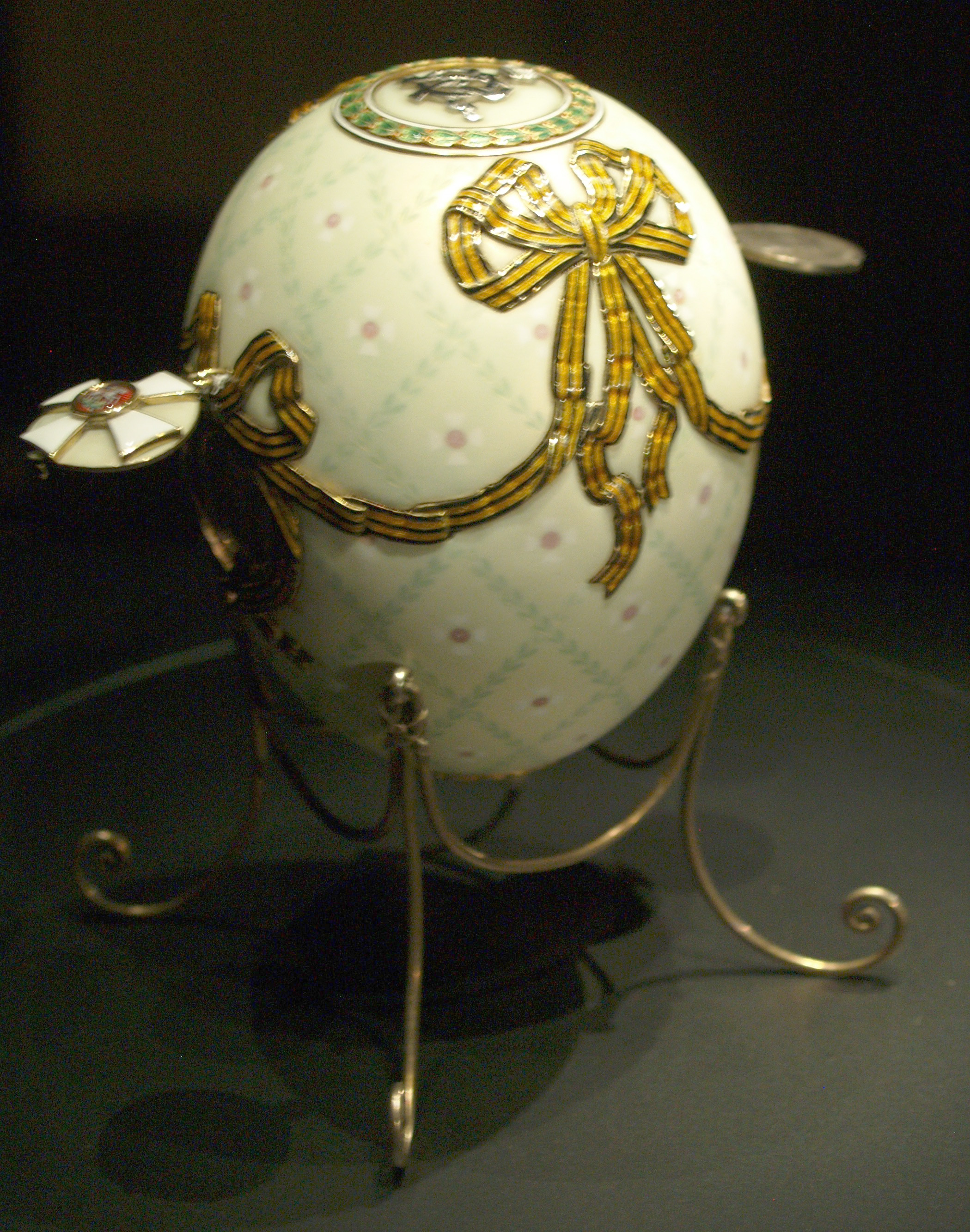
Huevo de Fabergé.

Por los años 1890, una nueva forma de arte tuvo auge, la Vanguardia rusa. Sin embargo, se desarrolló dentro del régimen soviético cuando el gobierno tomó control de toda actividad artística.
La política de la URSS respecto a la cultura, fue controvertida: por un lado, hubo el deseo (motivado políticamente) de crear un pueblo exclusivamente "soviético", expresado en la noción de la cultura soviética y ejemplificado por el Realismo socialista. Por otro lado, hubo campañas recurrentes de preservación de las culturas nacionales: cada etnicidad tenía a sus propios "grandes escritores autóctonos" y las prácticas culturales folklóricas fueron oficialmente apoyadas.
La cultura contemporánea rusa tiene sus raíces en el legado del régimen soviético. La Unión Soviética, heredera a su vez del Imperio ruso que logró el control de la mayor parte del territorio euroasiático durante cientos de años, con su vasta burocracia, su economía centralistamente administrada, y el mayor ejército del mundo, parecía a los observadores exteriores profundamente resistente al cambio hasta poco antes de la disolución. Bajo la propaganda oficial, en cualquier caso, interesada en las tradiciones presoviéticas y las maneras de hacer de Occidente, creció durante el llamado "período de estancamiento".
Rusia heredó de la Unión Soviética un diverso legado cultural. A lo largo de la Unión Soviética, intelectuales, artistas y profesores preservaron cientos de herencias culturales y lenguas nacionales. Incluso en los años más represivos del estalinismo, la vida privada sobrevivió —y dura hasta hoy en día— formada por fuertes familias y lazos de amistad. Así que también lo hizo el legado de la era zarista por medio de las obras clásicas del arte y la literatura prerrevolucionaria que generaciones de escolares y universitarios soviéticos fueron enseñados a estudiar y respetar.
El imperativo de proveer al régimen soviético de poderosos científicos y capacidad tecnológica también requería que el régimen aceptara un cierto nivel de apertura a las influencies exteriores: los intercambios científicos y culturales de gente e ideas mantuvieron canales abiertos mediante los cuales se filtraban en la Unión Soviética las diversas influencias del mundo exterior y especialmente de Occidente. Como la maquinaria del régimen comunista para formar valores públicos y reforzar el gobierno del PCUS (grupos de juventud, medios de comunicación, y educación partidista en los puestos de trabajo) se desarrolló de modo cada vez más ineficiente tras la muerte de Stalin, estas influencias culturales internas y externas asumieron una importancia cada vez mayor en la formación de la cultura, la opinión pública y los políticos soviéticos. 
Puesto que a finales de los años 1980 el viejo sistema del régimen para moldear las creencias y valores públicos se estaba desmoronando, en los años 1990 las ideologías no comunistas —como la democracia liberal, la fe religiosa y el nacionalismo étnico— revivieron. En el momento de la caída en 1991, una proporción significativa de la población, prácticamente la mayoría absoluta, miró esperanzadoramente al futuro, pero ahora, tristemente, no ven nada en el horizonte y cada vez más frecuentemente echan la vista atrás hacia unos tiempos más prósperos y felices. Ahora esperan y rezaban por un cambio de la corrupción y la pobreza a una vida más centralizada y equilibrada donde todo sea puro y exitoso, como en aquellos viejos tiempos.

## Breves antecedentes de la cultura rusa
Edad Media
| (988)       | Cristianización de la Rus de Kiev.                                       |
| (1001-1100) | Influencia artística e ideológica del Imperio bizantino.                 |
| (1237-1240) | Batu Khan invade Rusia, imponiendo el autoritarismo en la región.        |
| (1480)      | Se origina el estado soberano ruso bajo el reinado de Iván III de Rusia. |

Siglo XVIII
| Occidentalización de la cultura rusa a través de las reformas de Pedro I. |

Siglo XIX
| (1801-1914) | La clase alta en Rusia habla francés, incluso como lengua materna. Edad de Oro de la literatura rusa. |

Siglo XX
| (1914-1932) | Vanguardia rusa.                                                    |
| (1917-1932) | Constructivismo.                                                    |
| (1932–1953) | Período estalinista (realismo socialista).                          |
| (1953-1991) | Período pos-estalinista, aparece una cultura más liberal y abierta. |

## Arte

### Iconografía

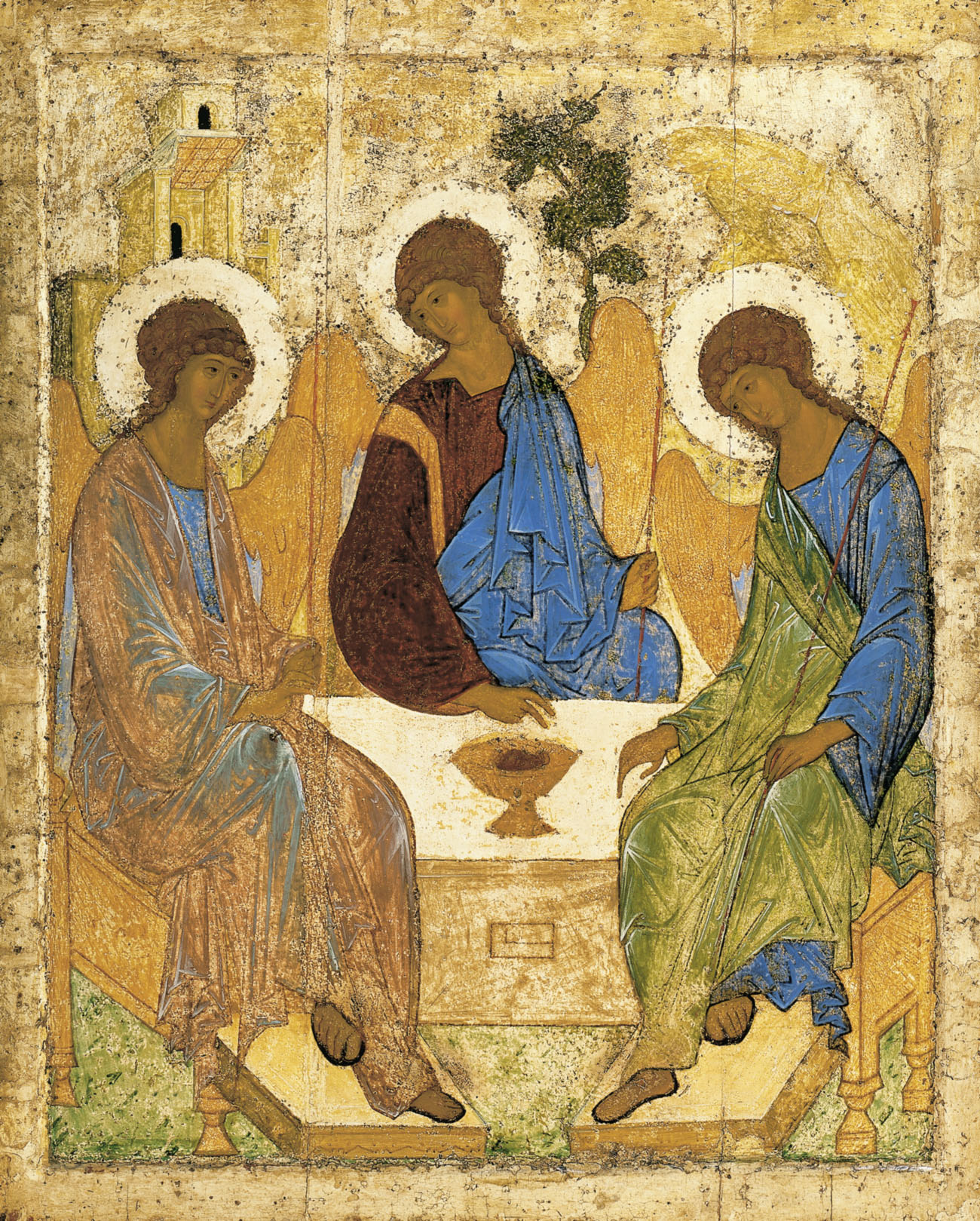
Pieza de la iconografía rusa conocida como La Santa Trinidad de Rubliov.

La iconografía rusa fue heredera del arte Bizantino religioso y pronto se volvió una versión derivada del arte en mosaicos y frescos. La iconografía en Rusia intentaba ayudar a las personas con sus rezos, sin idolatrar a la figura de las pinturas. La más extensa colección de arte iconoclasta, se halla en la Galería Tretyakov.
En lugar de ser una mera imitación, la iconografía rusa tiene un peculiar estilo y maestría, tal como lo hizo Andréi Rubliov, llevando este tipo de imágenes a nuevas concepciones.

### Avant-garde ruso
La Vanguardia rusa es el término general que se usa para definir la gran oleada de arte modernista que floreció en Rusia, entre las décadas de 1890 y 1930. Aunque en algunos lugares, su inicio fue más anticipado, desde 1850 y se prolongó hasta 1960. El término abarca distintos, pero muy relacionados movimientos artísticos, que surgieron en aquellos tiempos; particularmente el neo-primitivismo, el suprematismo, el constructivismo, y el futurismo. Artistas célebres de esta época fueron El Lissitzky, Kazimir Malévich, Wasily Kandinsky, Vladímir Tatlin, Aleksandr Ródchenko y Marc Chagall entre otros. La Vanguardia rusa, alcanzó su apogeo creativo y popular entre los períodos de la Revolución rusa de 1917 y 1932, donde las ideas del avant-garde, chocaron con el naciente estado influenciando la aparición del Realismo socialista.

### Arte soviético
Durante la Revolución de Octubre, se inició un movimiento en favor de poner todas las artes al servicio del pueblo. Se creó el instrumento para lograr tal cometido, llamándolo Proletkult, abreviatura de "Proletárskie kulturno-prosvetítelnye organizatsii" (Organizaciones Proletarias de la Cultura e Ilustración). Un teórico prominente de este movimiento fue Aleksandr Bogdánov. Inicialmente el Narkompros (ministerio de educación), que también estaba a cargo de las artes, apoyó el Proletkult. Sin embargo, este último buscaba mucha más independencia del dirigente Partido Comunista bolchevique, atrayendo una actitud negativa por parte de Lenin, en 1922 fue rechazado considerablemente y finalmente desbandado en 1932. Después de la muerte de Stalin, el arte soviético cayó en decadencia, según los artistas rusos iban volviéndose más independientes del estado y en los años 1980, el gobierno reglamento la "no restricción" a los pintores rusos, dejando así, de determinar quién lo hacía y quien no.

### Arquitectura

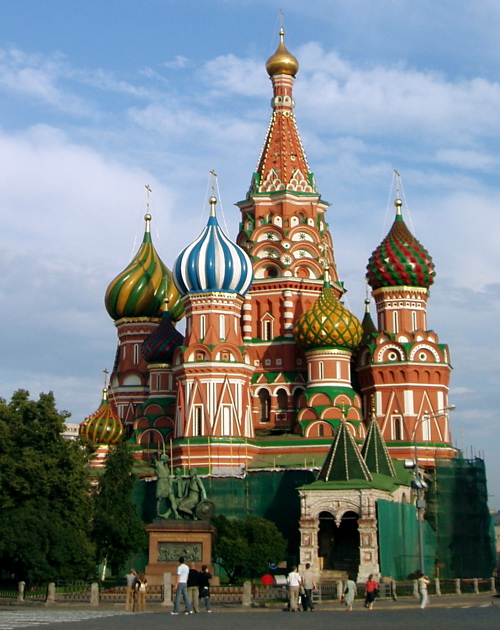
Catedral de San Basilio de Moscú.

La  arquitectura rusa fue influenciada principalmente por la arquitectura bizantina hasta la caída de Constantinopla. Entre los siglos XV y XVI, Aristóteles Fioravanti y otros arquitectos italianos, introdujeron las tendencias renacentistas. Los reinos de Iván el Terrible y Borís Godunov, presenciaron el desarrollo de iglesias con techos en forma de toldo, alcanzando su esplendor, con las estructuras que muestra la Catedral de San Basilio. En el siglo XVII, el "estilo flamante" de la ornamentación, afloró en Moscú y Yaroslavl, disponiendo de esta manera al arte para entrar en el Barroco Moscovita de los años 1690. 
El siglo XVIII fue testigo de la arquitectura rococó, encabezada por los espléndidos trabajos de Francesco Bartolomeo Rastrelli y sus seguidores. Durante el reinado de Catalina la Grande y su nieto Alejandro I, la ciudad de San Petersburgo fue transformada en un museo al aire libre de arquitectura neoclásica. El siglo XIX estuvo dominado por el resurgimiento del diseño Bizantino y Ruso. Los estilos predominantes del siglo XX fueron el Modernismo (Fiódor Shéjtel), Constructivismo (Alekséi Shchúsev, Konstantín Mélnikov) y el estilo Imperio estalinista (Borís Iofán).
Algunas edificaciones rusas de importancia:
- Catedral de Santa Sofía de Nóvgorod | Puerta Dorada de Vladímir | Catedral de Cristo Salvador de Moscú| Catedral de la Dormición (Vladímir) | Catedral de la Anunciación (Moscú) | Catedral del Arcángel Miguel (Moscú) | Catedral de la Dormición (Moscú) | Catedral de la Resurrección de Cristo | Catedral de San Basilio | Kremlin de Kazán | Catedral de San Isaac | Catedral de la Anunciación (Kazán) | Catedral de San Pedro y San Pablo (San Petersburgo) | Torre Sújarev | Torre Ménshikov | Picadero de Moscú | Puerta Triunfal de Narva | Iglesia de la Ascensión de Kolómenskoie | Peterhof | Palacio de Gátchina | Monasterio de la Trinidad y San Sergio | Monasterio de Solovetsky | Museo Kunstkamera | Museo Ruso | Palacio de Catalina | Gran Palacio del Kremlin| Palacio de Invierno | Monasterio Símonov | Monasterio Novodévichi | Mausoleo de Lenin | Monumento a la Tercera Internacional | Palacio de los Sóviets | Las siete hermanas | Centro Panruso de Exposiciones | Torre Ostánkino | Palacio del Triunfo | Casa Blanca de Moscú

### Cinematografía
En corto tiempo Rusia estuvo envuelta en la producción fílmica, casi a la par de las demás naciones occidentales, que tomó cierta importancia durante los años de 1920, cuando se experimentó con la edición como principal elemento de la expresión cinemática. Debido a la reducción drástica de recursos causa de la Primera Guerra Mundial, las escuelas cinematográficas rusas, usaban copias del filme Intolerancia de David Wark Griffith para re-editarlo como parte de un ejercicio en la creación de significados.
"Cine soviético" no es sinónimo de "Cine ruso". Aunque el lenguaje ruso predominaba en sus filmes, varias repúblicas desarrollaron películas propias y exclusivas, mientras que otras no. Los ejemplos más notorios fueron Armenia, Georgia, Lituania, Ucrania y en menor medida, Bielorrusia y Moldavia.
Desde la disolución de la Unión Soviética, el cine ruso se ha transformado enormemente. Aunque financiado por el estado en su mayoría, los temas y la dinámica se han modernizado. Durante los años 90, la producción cinematográfica en Rusia disminuyó abruptamente, pasando de los cientos por año que se realizaban hasta unas cuantas docenas. Sin embargo, en años recientes ha incrementado la audiencia y subsecuentemente la prosperidad de la industria, a través de la exploración de argumentos contemporáneos, como la sexualidad. El futuro del cine ruso es prometedor e interesante.

### Danza
El Ballet Ruso fue una compañía de ballet fundada en 1909 por el empresario Serguéi Diáguilev. Causó sensación en Europa Occidental, gracias a la gran vitalidad del ballet ruso comparado con el que se hacía en Francia en aquella época. Se convirtió en la compañía de ballet más influyente del siglo XX, y su influencia, de una u otra manera, perdura hasta hoy en día.

### Música

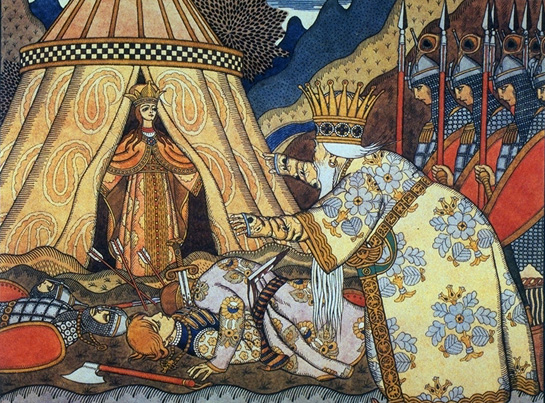
El Zar Dodón conoce a la reina de Shemajá; de la ópera El gallo de oro.

Rusia es un país de gran extensión y culturalmente muy diverso, con docenas de grupos étnicos, cada uno con sus propias formas de música folklórica. Durante el período de dominación soviética, la música fue sumamente analizada y cultivada dentro de ciertos límites de contenido e innovación. Después de la caída de la URSS en los años 1990, los estilos occidentales rock y pop, se convirtieron en las formas musicales de mayor popularidad en el país.
La primera ópera (1836) hecha en Rusia fue Una vida por el Zar de Mijaíl Glinka. A esta le siguieron varias óperas como Ruslán y Liudmila en 1842. La ópera rusa fue originalmente una combinación de música folclórica y ópera italiana. Después de la Revolución de Octubre, muchos compositores abandonaron Rusia. Entre las operas más importantes se encuentran:
- Borís Godunov | Eugenio Oneguin | El gallo de oro | El Príncipe Ígor | La Reina de Espadas

### Circo Ruso
El Circo Ruso fue oficialmente fundado el 26 de agosto del 1919 por el decreto de Lenin, según cual todos los Circos de toda Rusia pasaron a ser propiedad del gobierno. Más tarde (en el año 1957)se creó una instancia administrativa SoyuzGosTzirk (en ruso: Союзгосцирк) que regulaba todos los asuntos relativos al Circo Ruso. Después de la caída de la Unión Soviética esta instancia se convirtió en RosGosTzirk (en ruso: Росгосцирк) que tiene completa autoridad sobre todas las compañías de circo en el territorio de la Federación Rusa excepto:
- El Gran Circo de Moscú en la avenida Vernadski (Большой Московский Цирк на проспекте Вернадского)
- El Circo Nikulin de Moscú en el bulevar Tsvetnói (Московский цирк Никулина на Цветном бульваре)
- El Circo de San Petersburgo en Fontanka (Санкт-Петербургский цирк на Фонтанке)
- El Circo estatal de Kazán (Казанский государственный цирк)

### Muñecas Matrioshka y otras artesanías

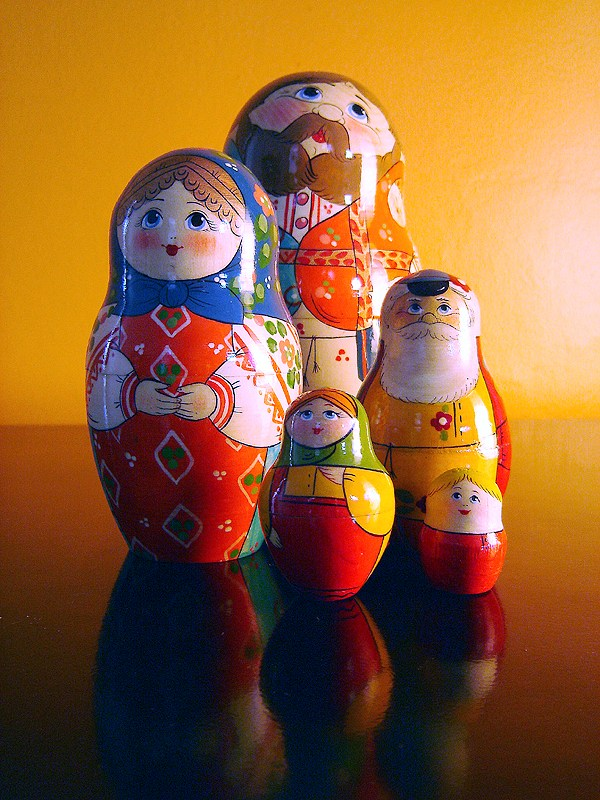
El tipo más común de muñeca Matrioshka.

Una muñeca Matrioshka (en ruso: матрёшка) es una clase de juguete contenedor. Un conjunto de muñecas Matrioshka consiste en una figura de madera que puede ser separada en piezas para descubrir otra figura del mismo tipo en el interior, repitiendo el procedimiento con la resultante y así sucesivamente. El número de figurillas anidadas es regularmente de seis o más. Su forma es generalmente cilíndrica, redondeada en la parte superior y achatada en la base, estas muñecas no tienen extremidades (excepto aquellas en las que vienen pintadas). Cada muñeca es matizada manualmente y sus diseños pueden ser sumamente elaborados. Los modelos son ordinariamente sobre representaciones de campesinas con trajes típicos rusos, pero pueden ser también por ejemplo, sobre cuentos de hadas o líderes soviéticos y rusos.
Otras formas de artesanías rusas son:
- Gzhel cerámica
- Jojlomá pintura
- Písanka, huevos de Pascua

y otras cosas

### Artes visuales

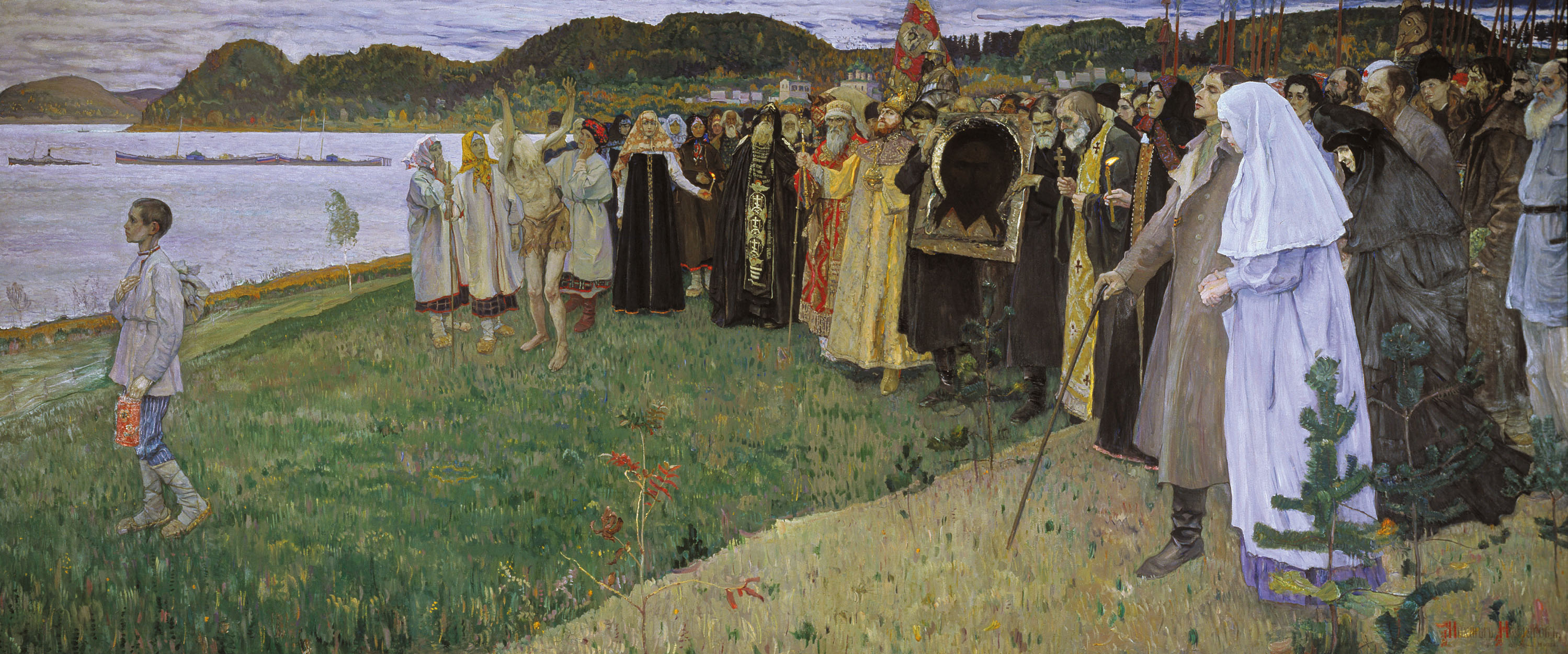
Rus: El alma del pueblo de Mijaíl Nésterov, representación simbólica de la búsqueda espiritual histórica de Rusia.

La pintura rusa temprana se centra en iconografía y frescos heredados por los rusos del Bizancio. A medida que el poder de Moscú aumentaba, Feofán Grek y Andréi Rubliov son los nombres clave asociados con el comienzo de un arte distintivamente ruso. La Academia Imperial de las Artes fue creada en 1757, con el objetivo de dar un papel y estatus internacional a los artistas rusos. Notables pintores de retratos de la Academia incluye a Iván Argunov, Fiódor Rókotov, Dmitri Levitski y Vladímir Borovikovski. Realismo floreció en el siglo XIX y los realistas tomaron la identidad rusa. Paisajes rusos de anchos ríos, bosques, y claros entre abedules, así como un género de escenas enérgicas y retratos robustos de sus contemporáneos afirmaron un sentido de identidad. Otros artistas se centraron en la crítica social, mostrando las condiciones de los pobres y caricaturizando la autoridad mientras floreció el realismo crítico bajo el reinado de Alejandro II.

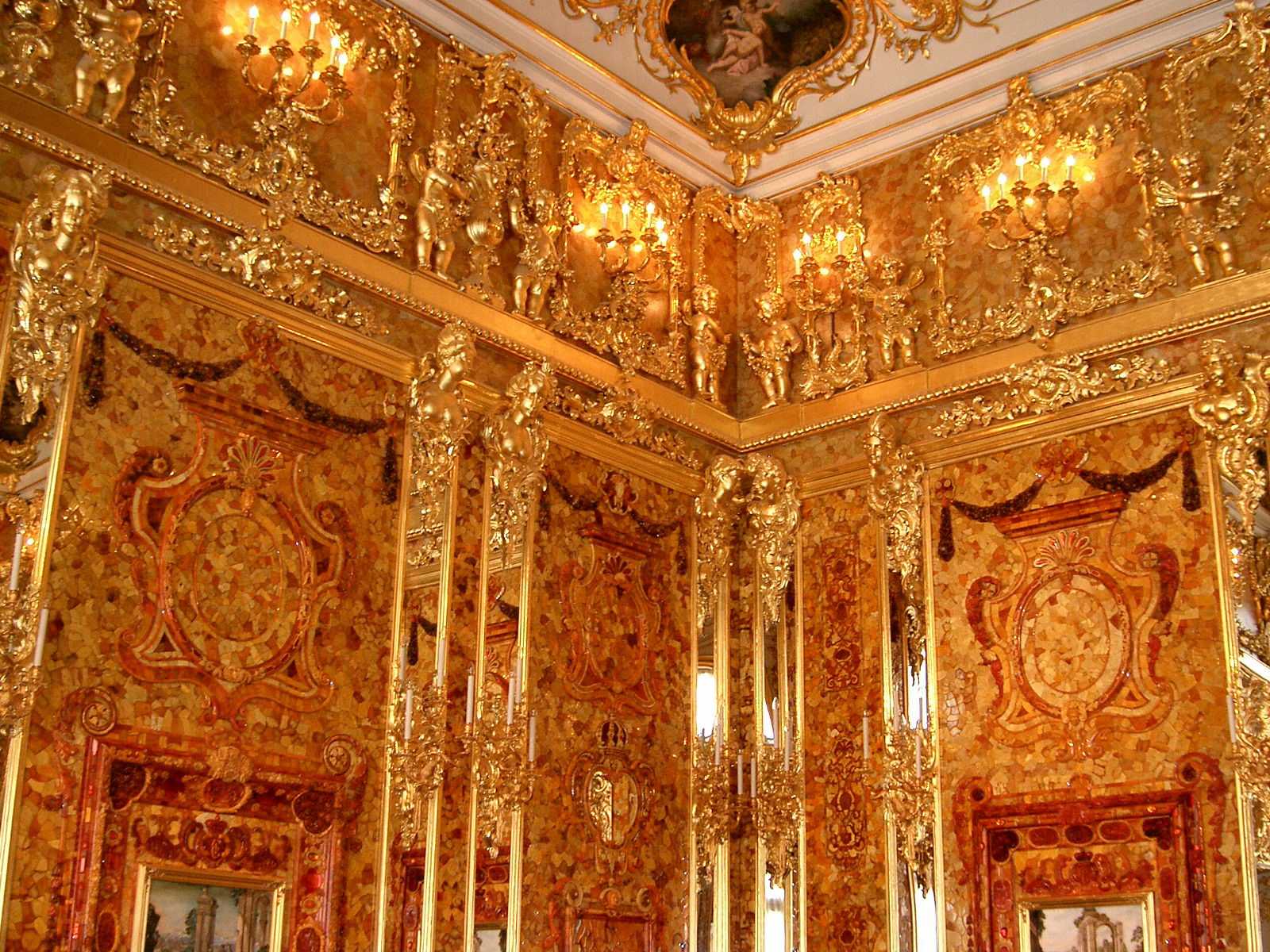
La Cámara de Ámbar.

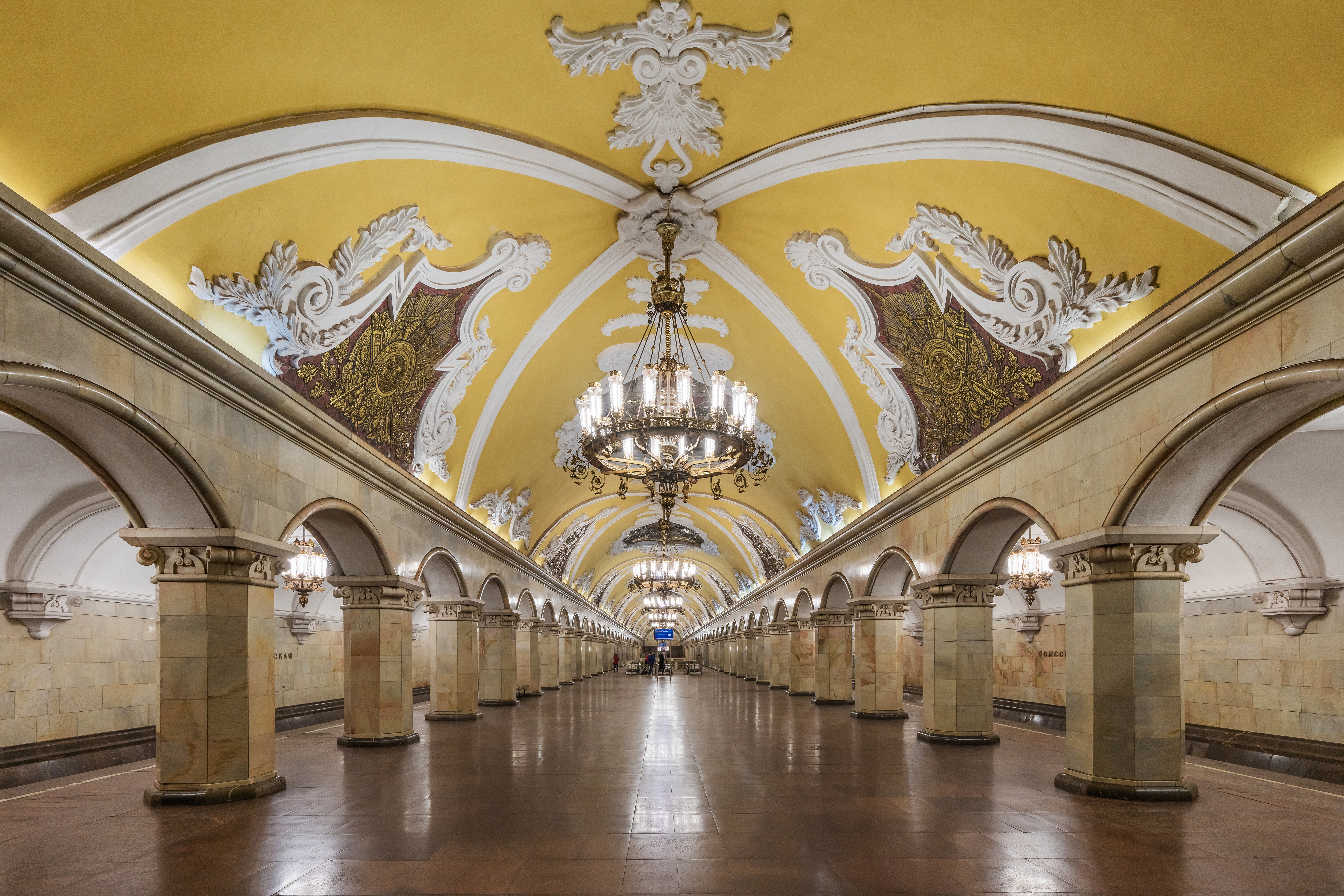
El Metro de Moscú.

Después de la abolición de la servidumbre en 1861 algunos artistas se centraron en el círculo del sufrimiento humano. A veces los artistas crearon amplias campañas para describir momentos dramáticos de la historia rusa. Un grupo de artistas llamados Peredvízhniki (itinerantes) rompieron con la Academia e iniciaron una escuela de arte libre de sus restricciones. Sus pinturas tenían un profundo significado social y político. Entre realistas destacados se encuentran Iván Shishkin, Arjip Kuindzhi, Iván Kramskói, Vasili Polénov, Isaak Levitán, Vasili Súrikov, Víktor Vasnetsov e Iliá Repin. En los años 1830, la Academia enviaba a los pintores al extranjero para completar sus estudios. Entre estos Aleksandr Ivánov y Karl Briulov tenían más talento, destacando en las históricas campañas románticas. Los estilos de la pintura rusa del final del siglo XIX estaban íntimamente ligados a la vida diaria de la sociedad rusa.
El concepto vanguardia rusa engloba una amplia e influyente tendencia del arte moderno que floreció en Rusia desde aproximadamente 1890 hasta 1930. El término cubre muchos distintos, pero inseparablemente ligados, movimientos artísticos de aquel tiempo, como el neoprimitivismo, suprematismo, constructivismo, rayonismo y futurismo ruso. Artistas notables de esta era incluyen a El Lissitzky, Kazimir Malévich, Vasili Kandinski, Vladímir Tatlin, Aleksandr Ródchenko y Marc Chagall entre otros. El vanguardismo ruso alcanzó su auge máximo de creatividad y popularidad en el período entre la revolución del 1917 y el 1932, cuando las ideas vanguardistas chocaron con la recientemente emergida directriz conservativa estalinista del realismo socialista.

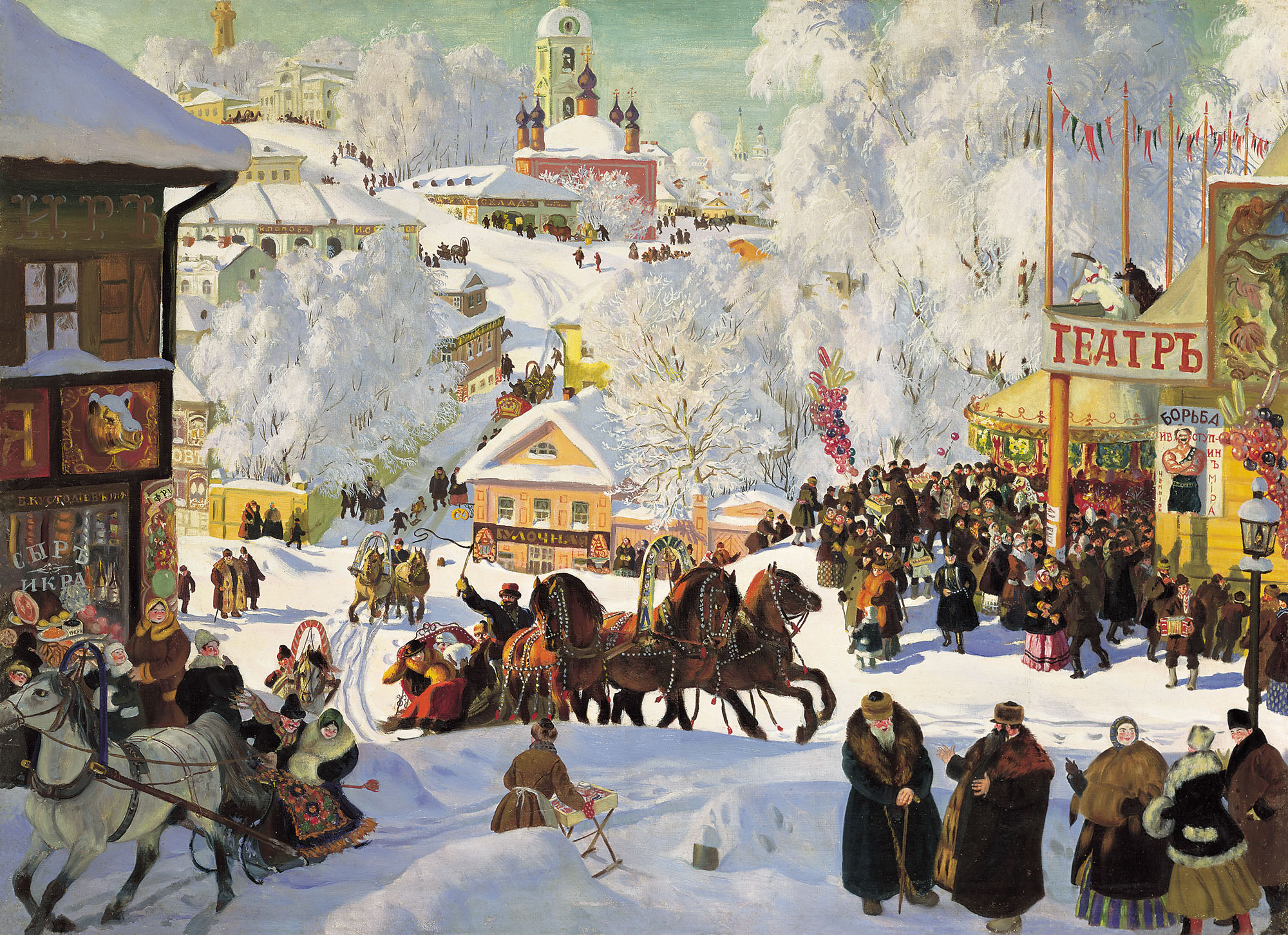
Borís Kustódiev, Máslenitsa

A finales de los años 1920 la estricta política del realismo socialista envolvió los artes visuales del mismo modo que la literatura y el cinematógrafo, con lo que pronto el vanguardismo se desvaneció. Algunos artistas como Ernst Neizvestny, Ilyá Kabakov, Mijaíl Shemiakin, Érik Bulátov y Vera Mújina combinaron la innovación con el realismo socialista. Ellos empleaban técnicas tan variadas como el primitivismo, la hiperrealidad, el grotesco y la abstracción, pero compartían un desagrado común por los cánones del realismo socialista. Algunos artistas soviéticos realizaron trabajos muy patrióticos y antifascistas en los años 1940. Los eventos y batallas de la Gran Guerra Patria fueron descritos con un conmovedor patriotismo y después de la guerra los escultores hicieron muchos monumentos dedicados a los muertos de la guerra, de los cuales los más destacados tenían una gran solemnidad contenida. En el siglo XX muchos artistas rusos trabajaban en la Europa occidental, debido en parte a los traumas de la revolución. Artistas rusos como Vasili Kandinski, Marc Chagall y Naum Gabo difundieron su trabajo e ideas internacionalmente. Estos artistas rusos estudiaron en diferentes países, en París y Múnich y su exilio involuntario difundió el impacto del arte ruso globalmente.

### Otros temas artísticos de interés
- Jorovod
- Concurso Internacional Chaikovski
- Floración Universal

## Lenguaje
El ruso es la lengua oficial de la Federación de Rusia. Es hablada por el 99% de sus habitantes y su uso está ampliamente extendido en muchas áreas adyacentes de Asia Central y Europa Oriental. Algunas subdivisiones de Rusia manejan idiomas adicionales al nacional. Para mayor información sobre algún idioma en particular y sus dialectos véase:
- Idiomas de Rusia

## Literatura
Con el término Literatura rusa se alude no sólo a la literatura de Rusia, sino a la literatura escrita en ruso también por miembros de otras naciones que se independizaron de la extinta URSS (Unión de Repúblicas Socialistas Soviéticas) o por emigrados que fueron acogidos en ella. Con la desintegración de la URSS varias culturas y países han reclamado a varios escritores exsoviéticos que, sin embargo, escribían en ruso. 
La literatura rusa empezó, como todas, como una literatura oral sin cultivo escrito hasta la cristianización de la Rus de Kiev en 989 y, con ella, de un alfabeto adecuado para acogerla. Los creadores de dicho alfabeto fueron los misioneros bizantinos Cirilo y Metodio; ellos tomaron distintas grafías de los alfabetos latino, griego y hebreo, e ingeniaron otras. Al principio el lenguaje escrito ruso usó dos sistemas gráficos - el alfabeto cirílico y el alfabeto glagolítico-; el alfabeto glagolítico, supuestamente inventado también por Cirilo y Metodio, fue abandonado, y la literatura rusa tal como la conocemos actualmente se escribe y lee en alfabeto ruso.

### Formalismo
El Formalismo ruso hace referencia a ciertos hombres de letras soviéticos y rusos muy influyentes, (Víktor Shklovski, Yuri Tiniánov, Borís Eichenbaum, Roman Jakobson, Grigori Vinokur), quienes revolucionaron la crítica literaria entre 1914 y 1930, al establecer la especificidad y autonomía de lo poético en el lenguaje y la literatura. El Formalismo ruso ejerció una mayor influencia sobre los filósofos Mijail Bajtín y Yuri Lotman, así como también sobre el estructuralismo de manera general. Los miembros del movimiento son considerados como los fundadores de la crítica literaria moderna.
El formalismo ruso es uno de los movimientos de teoría de la literatura y crítica literaria más importantes del siglo XX. Surgió en Rusia entre 1914 y los años 1930. Sus teorías fueron desarrolladas por dos movimientos: en San Petersburgo, el OPOYAZ liderado por Víktor Shklovski y, en Moscú, el Círculo lingüístico de Moscú liderado por Roman Jakobson (que luego destacaría por sus trabajos en el Círculo Lingüístico de Praga de la llamada Escuela de Praga).

#### Origen
Se formó con estudiantes que se reunían en la OPOYAZ, Sociedad para el Estudio de la Lengua Poética, que duró de 1914 a 1923. Advenida la Revolución de Octubre, esta estética fue condenada formal y categóricamente en 1930 por su falta de contenido social; esta interdicción obligó a sus componentes al exilio y a relegar sus obras a la oscuridad. En esta época los trabajos de los formalistas rusos se transformaron en una rareza bibliográfica. Pero, mientras, algunas apariciones en Europa provocaron el interés del estructuralismo francés, que utilizó largamente el Formalismo Ruso para formular algunas de sus teorías.
El formalismo ruso modificó las posturas respecto a los conceptos de arte, literatura y texto en el transcurso del siglo XX y abrió el camino de la nueva crítica angloamericana (New criticism) e, incluso, a la crítica marxista.
Según Raman Selden, los formalistas rusos se interesaban en establecer un método científico que pudiera estudiar seriamente la literatura. Para tal fin, los formalistas tenían que aislar el objeto, la obra en sí, del sujeto-creador de la misma; y limitarse al estudio de la forma en que funcionan los recursos literarios en la obra; su suma definiría el concepto de literatura.
Sin embargo, esta postura fue modificada sustancialmente en épocas posteriores cuando los formalistas se interesaron en el desarrollo de modelos e hipótesis que "permitieran explicar cómo los mecanismos literarios producen efectos estéticos y cómo lo literario se distingue y se relaciona con lo extraliterario".

### El arte como recurso y la narrativa

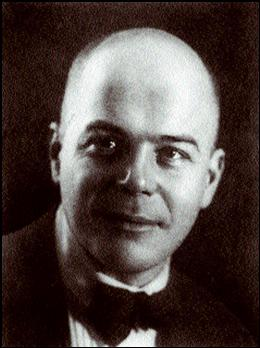
Víktor Shklovski.

El enfoque, para esta primera etapa, sostiene que la literatura es una estructura peculiar del lenguaje, cuya peculiaridad se basa en que su uso está fuera de cualquier utilidad pragmática. Además de esto, su cualidad de objeto elaborado, hace que se diferencie del lenguaje práctico.
Para definir las técnicas utilizadas por los escritores para producir efectos específicos, Víktor Shklovski aportó el concepto de desvío o extrañamiento. Sostenía que la cotidianidad hacía que se "perdiera la frescura de nuestra percepción de los objetos", hacía de todo algo automatizado. Como salvador de ese medio alienado por la automatización, hace entrada triunfal el arte. Su técnica de salvación consistiría en hacer extraños los objetos "crear formas complicadas, incrementar la dificultad y la extensión de la percepción, ya que, en estética, el proceso de percepción es un fin en sí mismo y, por lo tanto, debe prolongarse". Como se ve, el extrañamiento no afecta a la percepción, sino a la presentación de la percepción. Al proceso de presentación, Shklovski lo denomina revelar una técnica.
En consecuencia, Shklovski crea el concepto de desautomatización como mecanismo de creación de la literariedad en el lenguaje: es la ruptura de automaticidad de la percepción. El extrañamiento ante lo no conocido. Hay ruptura significante-significado. Un proceso de desautomatización es la metáfora, porque debemos realizar un proceso de comprensión para alcanzar el verdadero significado de esas palabras metafóricas, al haberlas privado de una relación directa. Así pues, una obra es literaria no por su cantidad de metáforas, sino por la desautomatización de las mismas. Buscar una manera de presentar las cosas como nunca vistas, singularizándolas, sacándolas de contexto para hacerlas llamativas.
Otra de las innovaciones en la primera etapa del formalismo ruso, es la modificación del término trama (syuzhet). Para Aristóteles trama era la "disposición artística de los acontecimientos que conforman la narración". El formalismo extiende este concepto, al incluir los recursos utilizados para prolongar o interrumpir la narración cuyo efecto sería el de impedir que los acontecimientos narrados sean tomados automáticamente. Para los formalistas, la trama es un relato no necesariamente cronológico de diversos acontecimientos, presentados por un autor o narrador a un lector. En este sentido, es un concepto que se opone al de fábula (it), más referido a la secuencia de acontecimientos de una historia según el orden causal y temporal en el que ocurren los hechos (en terminología inglesa, la distinción plot/story corresponde a syuzhet/fábula).
A la unidad de trama más pequeña, Borís Tomashevski la define como motivo. Según este formalista, el foco en potencial del arte está en aquellos motivos que no son esenciales para la narración. En un proceso mayor, en que el tema, las ideas y las referencias a la realidad se presentan como excusa del escritor para justificar los recursos formales; estos procesos externos y no literarios fueron llamados por Shklovski motivación.
Posteriormente, Jonathan Culler enfoca el término de motivación: "Asimilar o interpretar algo es colocarlo en el interior de las formas de orden que la cultura posibilita y, por lo general, esto se lleva a cabo hablando sobre ello en un discurso que la cultura entiende por lo natural". Ante una página llena de motivos, de imágenes desordenadas, preferimos naturalizarla, le intentamos borrar su textualidad para crear una realidad aparte a la cotidiana. La idea antigua de los primeros formalistas de que el texto sólo puede explicarse separando la expresión del contenido, es modificada por formalistas posteriores, como se verá más adelante.

### La dominante
El problema de que los elementos de la obra puedan permitir la automatización, y de que el recurso pudiera realizar distintas funciones estéticas en varias obras, hizo que los formalistas consideraran las obras literarias como sistemas dinámicos donde los elementos interactúan en un escenario de fondo, de acuerdo a un guion central. Ese guion central, o dominancia sobre los otros elementos, Roman Jakobson lo define como dominante, así: "Es el componente central de una obra de arte que rige, determina y transforma los demás". La noción de extrañamiento también se modifica a un plano en que implica un cambio y desarrollo histórico. La antigua postura de que el texto literario sea estudiado por medio de categorías universales, es revaluada y condicionada por un estudio historicista de la función dominante y demás grupos de elementos. Pero Mijaíl Bajtín da un paso más.

### La escuela de Bajtín

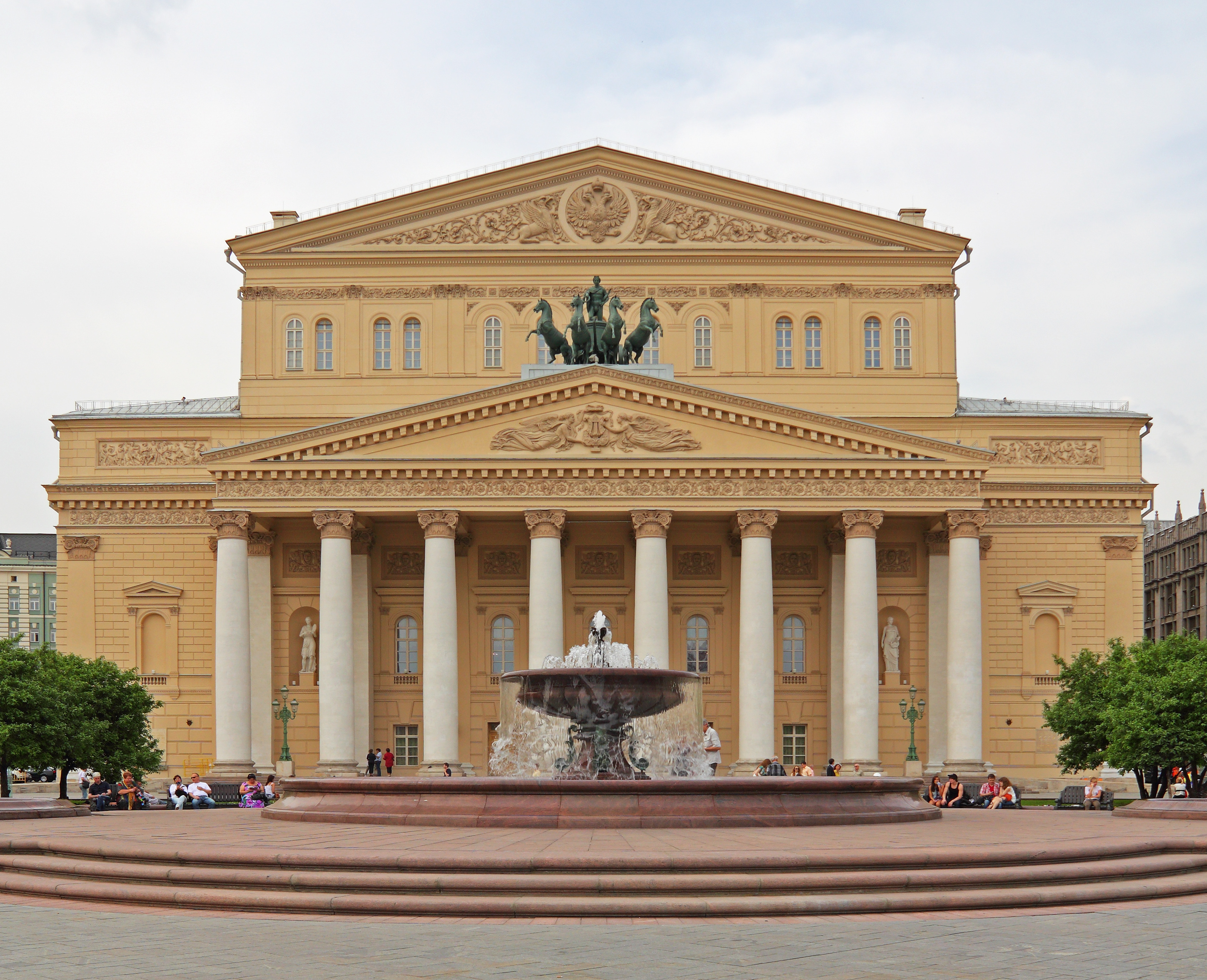
Teatro Bolshói en Moscú, Rusia

En esta etapa del formalismo, Mijaíl Bajtín da un enfoque marxista a la lingüística de Saussure. Dicho enfoque programaba que toda ideología no puede separarse de su materia social, el lenguaje.
En la misma línea, Valentín Volóshinov propone que las palabras "eran signos sociales, dinámicos y activos, capaces de adquirir significados y connotaciones distintas para las diversas clases sociales, en situaciones sociales e históricas diferentes". Bajtín proyectó esta dinámica visión del lenguaje al campo de la crítica literaria. Una de las aportaciones a la crítica es considerar cierto tipo de obras, por ejemplo, la de Dostoyevski, como una polifonía de voces contractuales: "No se intentará de orquestar los diversos puntos de los personajes. La conciencia de éstos no se funde con la del autor ni se subordina, a su punto de vista, sino que conserva su integridad e independencia: No son sólo objetos del universo del autor, sino sujetos a su propio mundo significante". Todo esto en conjunción con el hecho social que enmarca los posibles situacionales de los personajes.
Bajtín también desecha la noción de que la obra es unificada. Al contrario, la obra se resistiría a una unificación textual, pudiendo poseer diversos niveles de dominantes con sus respectivos elementos funcionales.
Finalmente, el entronque del formalismo conduce a la crítica marxista. Tanto los formalistas como la naciente crítica marxista consideran que las estructuras, el conjunto específico de recursos, el catálogo de obras, el cuerpo de géneros, son inseparables del medio social que lo produce y de las ideas predominantes de moda. Y es donde nace la función estética: el arte como producto de la sociedad.

### Otros formalistas
En el ámbito hispánico han sido especialmente seguidas las aportaciones de Yuri Lotman y Fernando Lázaro Carreter.

### Poesía
Poemas notables:

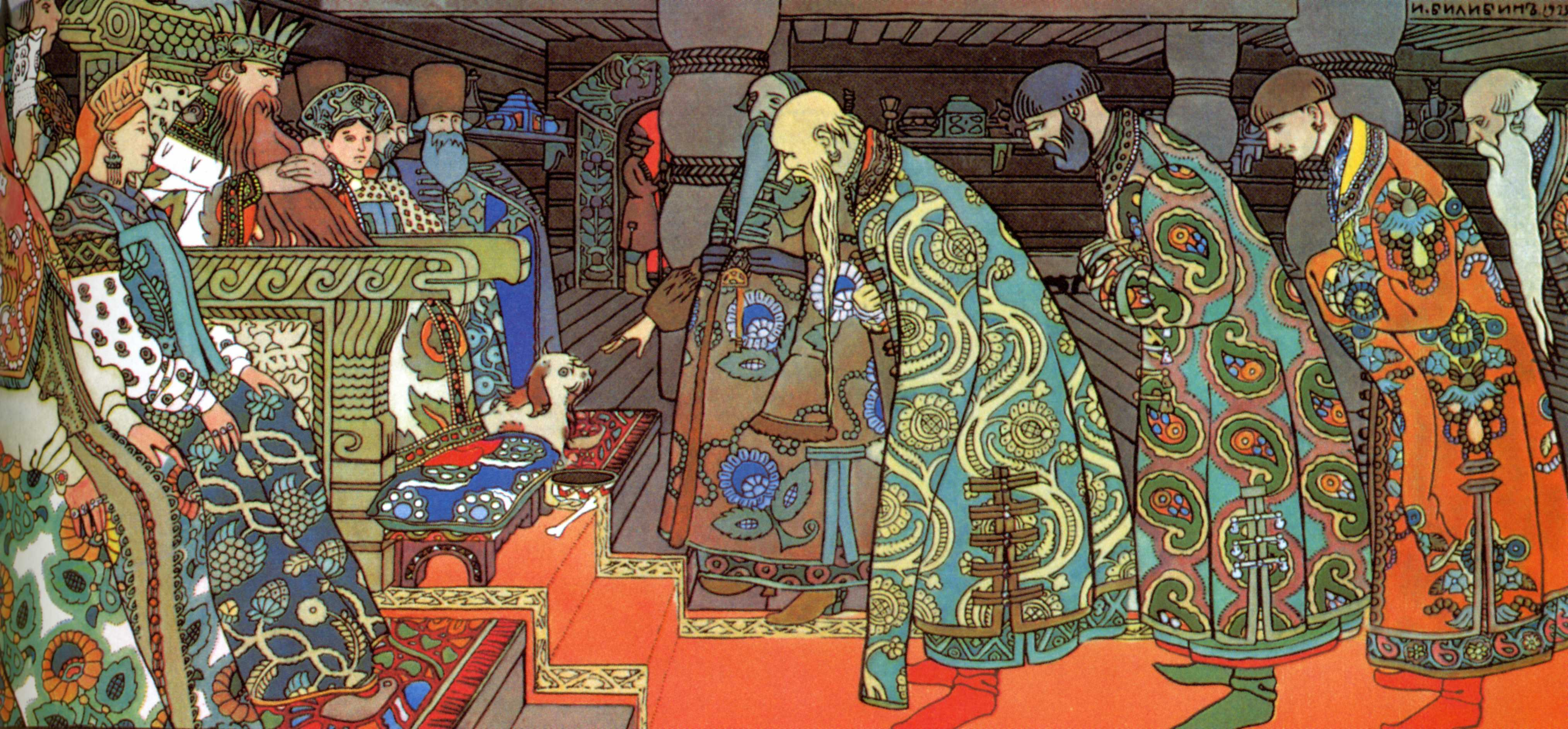
Ilustración del Zar Saltán por Iván Bilibin.

- El jinete de bronce de Aleksandr Pushkin
- Eugenio Oneguin de Aleksandr Pushkin
- El Poema sin héroe de Anna Ajmátova
- El Cuento del Zar Saltán de Aleksandr Pushkin

## Gastronomía

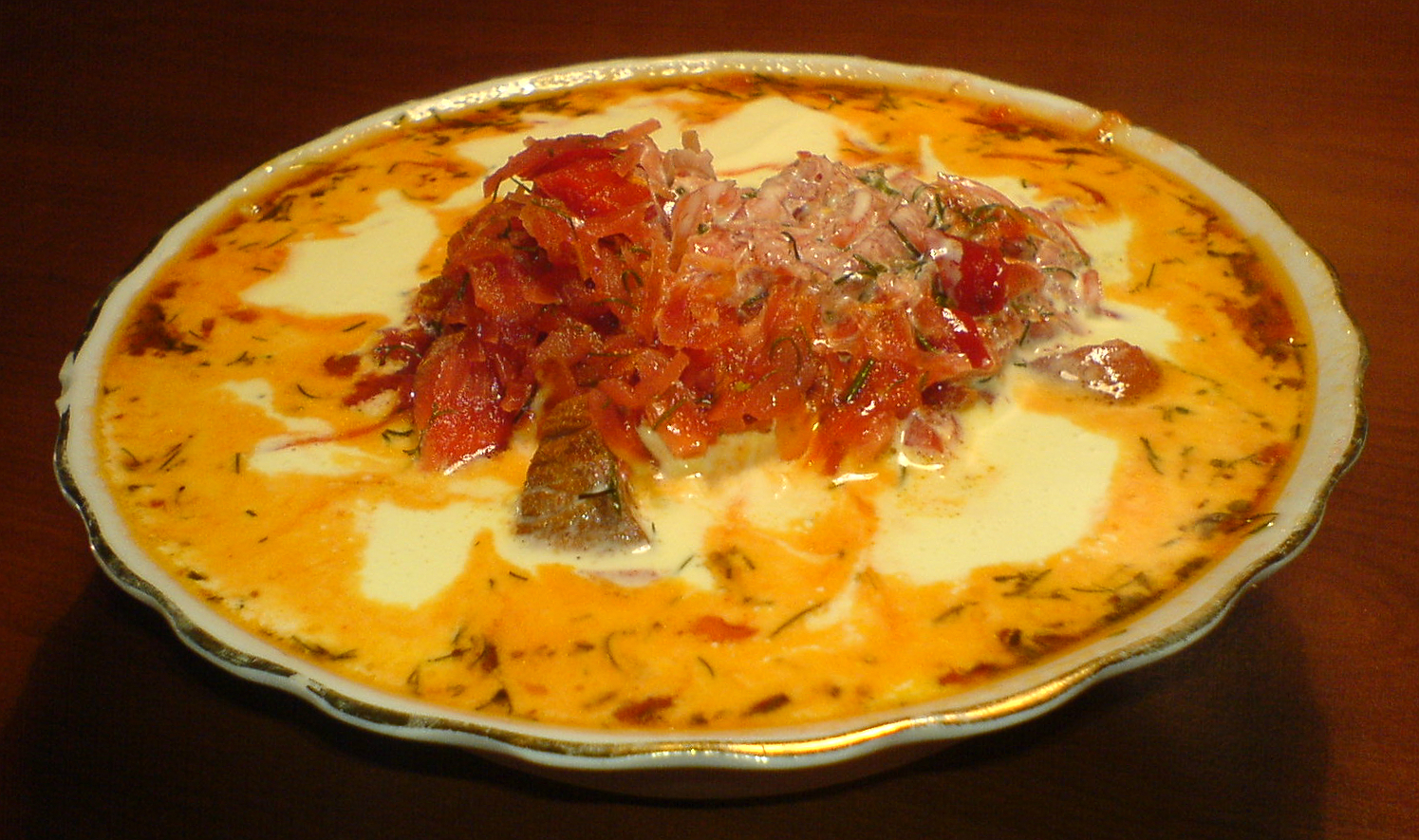
Borsch, sopa tradicional de Rusia, a base de repollo, tomate y remolacha.

La cocina rusa deriva de una riqueza innumerable de platos, debido en primer lugar al carácter multicultural y en segundo lugar a la vasta extensión geográfica del país Rusia. Sus fundamentos gastronómicos se asientan en la comida campesina de las poblaciones rurales ubicadas en lugares caracterizados por un clima extremadamente frío. En esta gastronomía existe la abundancia de pescado (generalmente ahumado), aves de corral, gamo, setas, frutas del bosque y miel. Abundantes copos de centeno, trigo, cebada y mijo, todos ellos muy empleados en una abundante variedad de panes, los pancakes, los cereales, el kvass, la cerveza, y el muy afamado vodka. Son muy abundantes las diferentes formas de sopas y potajes con diferentes aromas y sabores, todos ellos elaborados con carnes y pescados. Añadiendo diferentes especias a los platos nativos mediante técnicas de grill mediante leche empleadas por los mongoles y los tártaros del siglo XIII y que permanece en la mayoría de las casas del siglo XX. Muchos de los platos están influenciados por la antigua ruta de la seda así como la proximidad con el Cáucaso, Persia, así como la cercanía que tuvo con Imperio otomano que proporcionó ese carácter del Este a las formas de cocinar.

## Artes marciales
Las artes marciales en Rusia tienen una larga historia, algunas de las formas más conocidas son el Sistema Kadochnikov, el Sistema ROSS de Retuinskih, el Sistema Ryabko, el Sambo y el Systema.

## Medios de comunicación
Los medios rusos se iniciaron en su mayor parte bajo el régimen soviético. Sin embargo, durante este período todos los medios eran controlados por el gobierno y muchas de las libertades que tenían los periódicos occidentales, les eran negadas. En estos tiempos, el periódico más famoso de Rusia fue el Pravda. Era la publicación oficial del Partido Comunista entre 1918 y 1991. El impreso sigue en operación hoy en día, pero es más conocido en los países occidentales por sus pronunciamientos durante el período de la Guerra Fría. Algunos otros periódicos, menos famosos, contenían (y contienen) en su denominación el vocablo Pravda. 
Los medios de comunicación de masas de Rusia, han crecido enormemente desde su represión durante la época comunista, aunque la autonomía de algunos medios como la NTV de Rusia, ha sido restringida en años recientes. El tabloide de mayor importancia en Rusia en la actualidad es el Trud, seguido por el Pravda. El principal diario de lengua inglesa es The Moscow Times.

## Religión

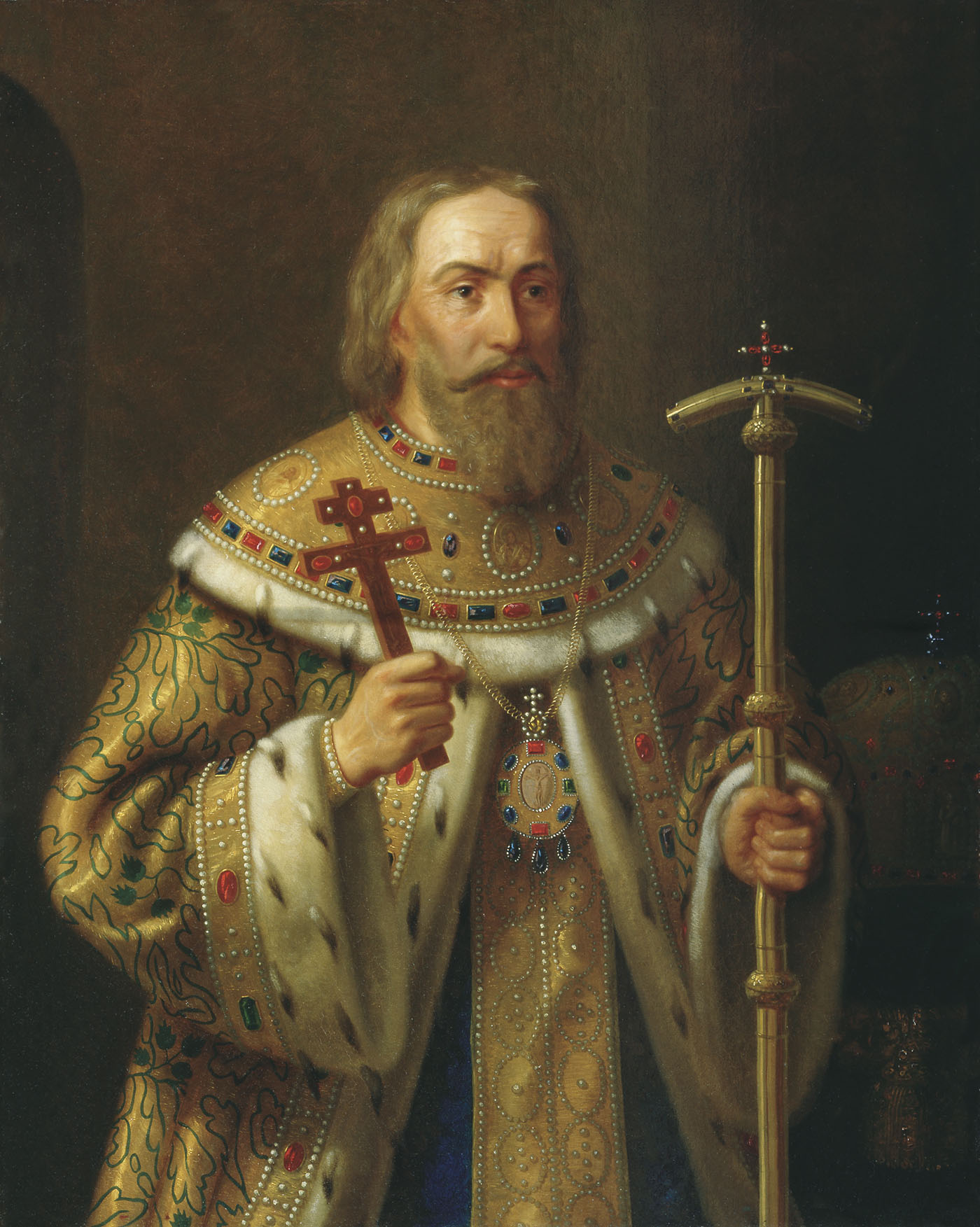
Patriarca Filaret (Fiódor Románov).

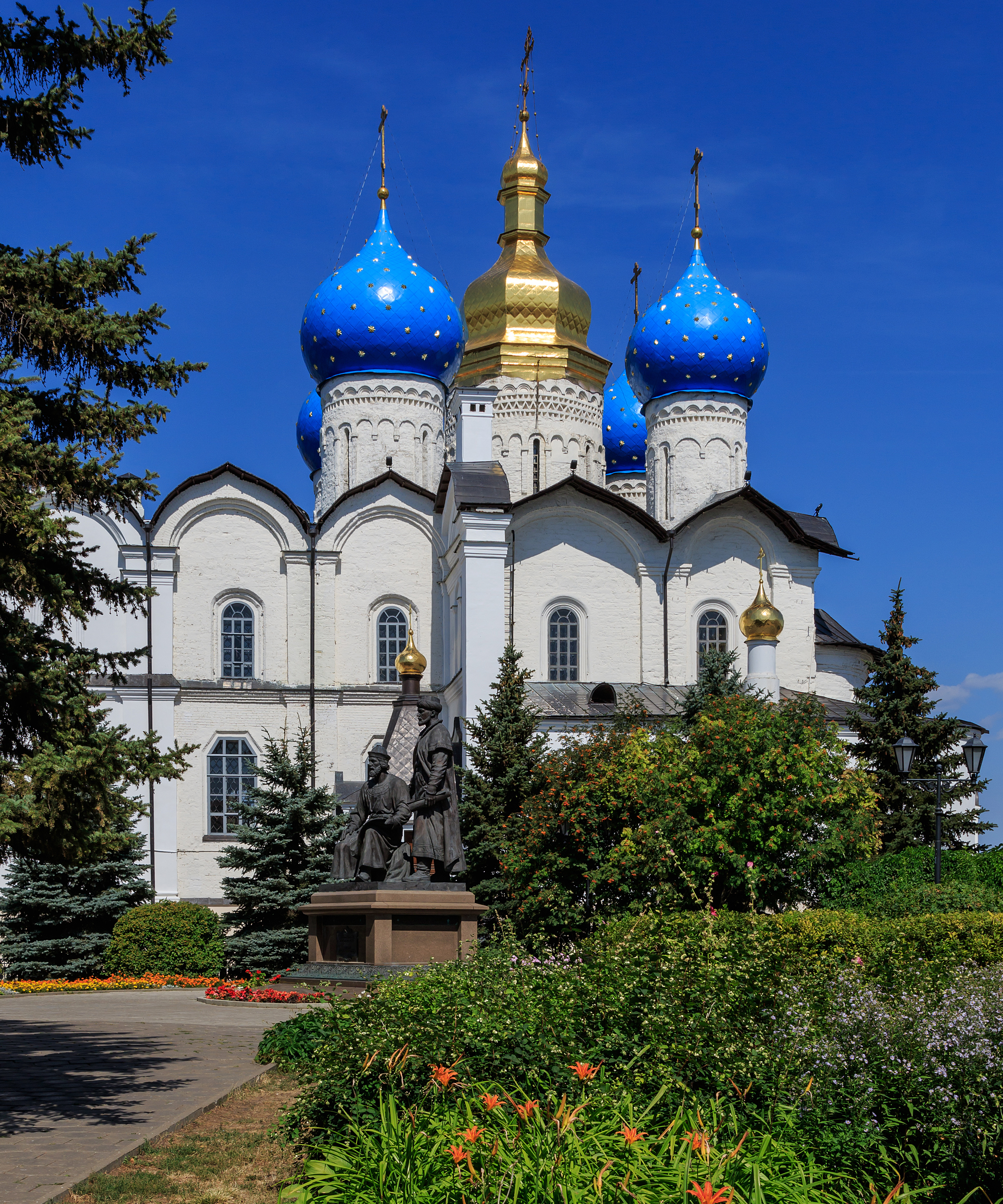
Catedral de la Anunciación del Kremlin de Kazán.

Rusia es un Estado laico. La libertad de culto está garantizada por la Constitución.
Según el Centro de Investigaciones Sociológicas de la Universidad Estatal Lomonósov de Moscú, el 43.3% de los adultos se considera adherente de la Iglesia ortodoxa rusa, mientras el 50.6% se considera sencillamente cristiano. Aunque los ortodoxos rusos son predominantes (90 millones, el 63% de la población), otras comunidades cristianas como los ortodoxos armenios, católicos, protestantes, mormones y testigos de Jehová también existen en cantidades menores. 
Según la Ley del Parlamento Ruso de 1997 sobre religión, las cuatro religiones tradicionales de Rusia son el cristianismo ortodoxo, el islam, el budismo y el judaísmo. Todas las demás religiones deben cumplir una serie de requisitos para su inscripción y derecho a predicar. Se calcula que existen alrededor de 15 a 20 millones de musulmanes rusos, siendo así el islam la segunda religión con más adherentes en Rusia. El budismo, especialmente de tipo tibetano o lamaísmo es mayoritario en algunas regiones del sur de Rusia, especialmente Buriatia, Kalmukia, Tuvá y Yakutia. En zonas rurales de Siberia y Chukotka se practican cultos paganos y chamanistas de manera sincrética con religiones como el budismo y el cristianismo. Rusia es el cuarto país con mayor cantidad de judíos después de Israel, EE. UU. y Argentina. También existen comunidades pequeñas de hare krishnas y neopaganos. Se encuentra además un porcentaje muy superior al promedio internacional de ateísmo, en parte consecuencia de la pasada política soviética que, sobre la base de los textos comunistas de Karl Marx, desalentaba la religión.

## Turismo

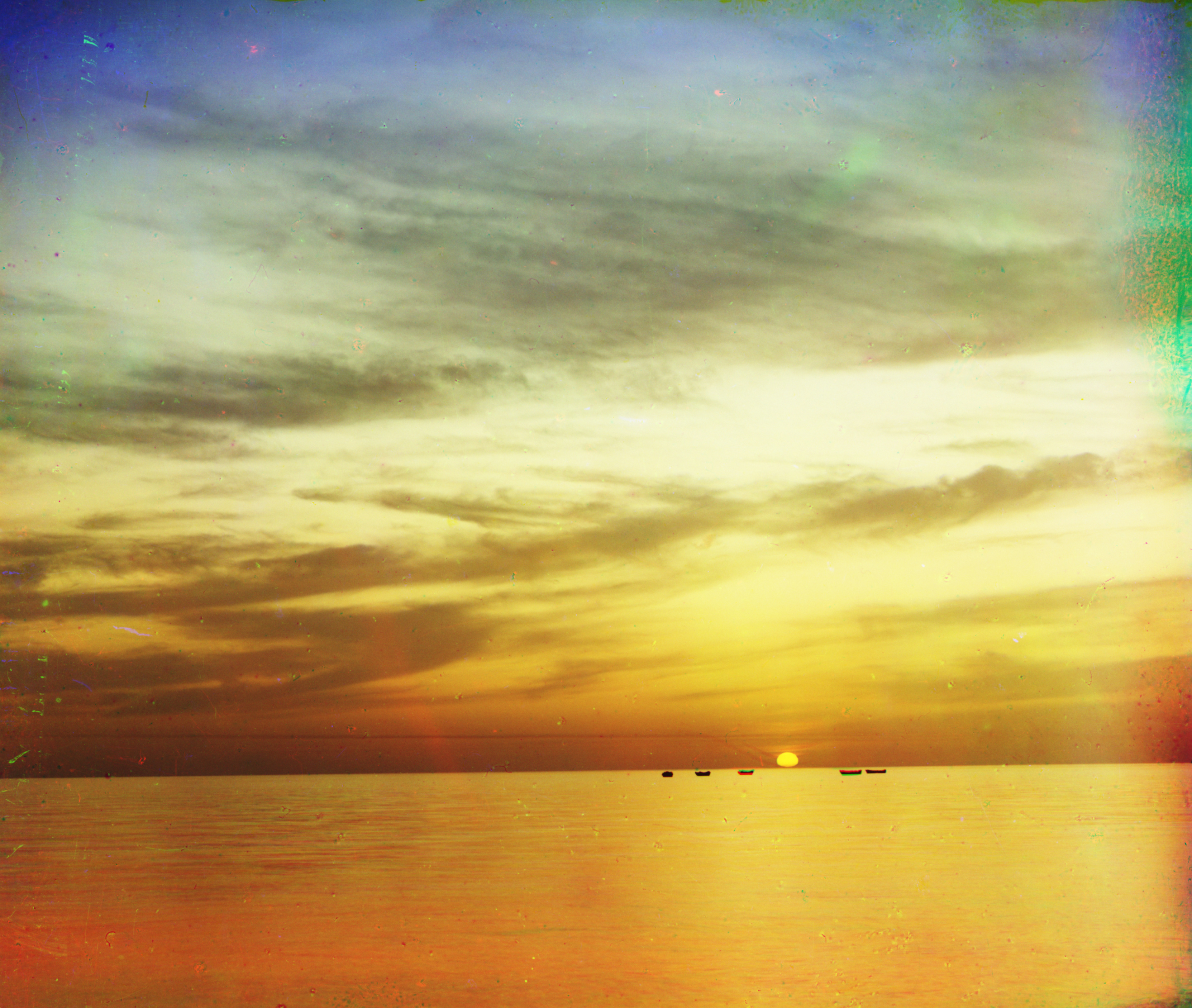
Foto del mar Negro cerca de Sochi. Toma hecha entre 1909 y 1915 por Serguéi Mijáilovich Prokudin-Gorskii, usando tres imágenes en blanco y negro y filtros de color, antes de la invención de la fotografía a color.

Rusia posee un rico patrimonio cultural comprendido en las ciudades de Moscú con su Galería Tretyakov, el Teatro Bolshói o las colecciones del Kremlin de Moscú y San Petersburgo sobre el río Nevá, cerca del Mar Báltico, con sus famosas "noches blancas", el repertorio artístico del Museo del Hermitage y el Museo ruso.
En la campiña existen muchos pueblos con viejos claustros y castillos. Hay ciudades con sus propias tradiciones, como Kaliningrado (anteriormente Königsberg) sobre la costa del mar Báltico o Nóvgorod en el Lago Ilmen. Otros destinos son: Tver, Vólogda, Nizhny Nóvgorod, Kírov, Ekaterimburgo y Rostov.
Entre los turistas son populares los viajes por los grandes ríos como el Volga, el Lena o el Yeniséi. Otra atracción multitudinaria es la excursión en el famoso ferrocarril transiberiano hasta Vladivostok en el océano Pacífico.
El clima ruso es generalmente moderado con la excepción de las áreas montañosas o la Rusia Oriental en Siberia. Las costas del mar Negro y el mar Caspio, ofrecen un clima muy similar al de la Cuenca del Mediterráneo. Un buen lugar para vacacionar en la playa es Sochi.

## Humorismo
Rusia obtiene mucha de su picardía gracias a la gran flexibilidad y riqueza del lenguaje ruso, disponiendo al idioma para el juego de palabras y asociaciones inesperadas. Similar a cualquier otra nación, su vasto alcance fluctúa desde los chistes colorados y retruécanos tontos hasta la sátira política.
Anécdota humorística
Los chistes rusos, la forma de humor más popular en el país, son pequeñas historias ficticias o diálogos con una gracia final. La cultura de los chascarrillos rusos, destacan una serie de escenarios y personajes sumamente cotidianos, logrando diversos efectos a través de una variedad infinita de argumentos. A los rusos les agradan los chistes sobre temas ordinarios, como el sexo, la política, relaciones entre cónyuges o suegras. 
Chastushka
La Chastushka (del ruso части́ть - hablar rápido), un tipo de poesía rusa tradicional, es una cuarteta individual en tetrámetro trocaico,  con un esquema "abab" o "abcb" en las rimas. Comúnmente de naturaleza humorística, satírica o irónica, las chastushkas son adicionalmente acompañadas de música, ya sea con balalaica o acordeón. Su corta pero rígida estructura, puede compararse a los limericks de la cultura británica.

## Realidades postsoviéticas
La Iglesia Ortodoxa Rusa creció rápidamente, las iglesias y monasterios reabiertos fueron restaurados, a menudo gracias al trabajo de la congregación. Al mismo tiempo, los neopaganos eslavos han hecho su aparición, que también tienen sectas extranjeras y otras religiones. Su proselitismo ha sido controvertido y ha tenido que enfrentarse a quejas del estado y de algunos ciudadanos. Las fiestas de Pascua y Navidad han sido recuperadas (de acuerdo con el calendario juliano), la asistencia a la iglesia ha aumentado substancialmente respecto a la era soviética y se han hecho comunes rituales tales como las bodas por la iglesia, antes muy infrecuentes. Aun así, muchos rusos han permanecido, si no reconocidamente ateos, bastante poco involucrados con el fenómeno religioso.
La generación más joven, especialmente, ha acogido la música de Occidente y otros tipos de cultura pop. Ello y el crecimiento de la publicidad ha afectado a la lengua rusa, puesto que muchas palabras y construcciones inglesas se han puesto muy de moda. El abuso de las drogas, que se había mantenido muy en secreto en la era soviética, ha salido a la luz con desastrosas consecuencias. Hoy en día hay en Rusia más de 3 millones de drogadictos. La heroína parece ser la droga más escogida. La epidemia de sida prolifera, alimentada por las agujas compartidas de los drogadictos.
La literatura se ha convertido claramente en mucho menos intelectual. Las novelas policíacas, historias alternativas, y novelas pop-históricas se han hecho populares. Por el contrario, la poesía ha disminuido. 
Los aplastantes éxitos de los Juegos Olímpicos y los geniales equipos de hockey sobre hielo nacionales se han convertido en cosas del pasado. Los jugadores de tenis rusos, por otro lado, has conseguido éxitos bastante considerables.
La continuación más fuerte en el punto de vista ruso acerca del antiguo período soviético es que muchos ciudadanos no identifican en ningún sentido su cultura con su gobierno, o (un poco en menor medida) con su ideología política. Una de las rupturas con el pasado más controvertidas, si la tendencia no acaba siendo pasajera, puede ser una conciencia nacional postimperial que pone más énfasis en la pertenencia étnica. La hostilidad personal de los rusos étnicos hacia las llamadas "minorías nacionales" en general, ayudada por la demografía y basada en la percepción de la política interna y la internacional, parece ser considerablemente más fuerte que en el período soviético.
En conjunto, la línea oficial hoy en día es un reconocimiento neutral de todas las fases de la historia y la cultura rusas. Por debajo de los círculos de poder, los rusos están divididos, cómo en tiempos pasados, entre los "occidentalistas" y los "eslavistas" o "eurasiáticos", aunque es demasiado pronto para hablar de estas tendencias como un movimiento formal o para predecir cuál de ellas prevalecerá. En el presente parece haberse conseguido una especie de equilibrio dinámico después del caos de los primeros años de la era postsoviética, pero la evolución futura es incierta.